# فولفغانغ شتراوب
فولفغانغ شتراوب هو مصور وكاتب ومحامي سويسري، ولد في 1969 في فايبلينغن في ألمانيا.